# Trademark Clearinghouse
Das Trademark Clearinghouse ist eine Datenbank der Internet Corporation for Assigned Names and Numbers, die im Zuge der Einführung neuer Top-Level-Domains für Inhaber eingetragener Marken geschaffen wurde. Sie fungiert seit März 2013 als Clearingstelle, die Markeninhaber automatisiert über die Verwendung ihrer Marken in Domains informiert. Alle Domain Name Registries greifen auf dieselben Informationen zu. Mit dem Betrieb des Trademark Clearinghouse sind die Unternehmensberatungen IBM und Deloitte betraut.

## Geschichte
Die Internet Corporation for Assigned Names and Numbers implementierte das Trademark Clearinghouse erstmals im Herbst 2010 als Bestandteil des Handbuchs für Bewerber um eine neue Top-Level-Domain. Im Gegensatz zu bestehenden generischen und länderspezifischen Top-Level-Domains, die unterschiedliche Vergabekriterien besitzen, sollte eine einheitliche Möglichkeit zur Erkennung von Rechtsverletzungen geschaffen werden. Inhaber eingetragenen Marke sollten diese in einem Register hinterlegen können, anhand dessen neu registrierte Domains automatisch überprüft werden. Vergabestellen, die das Trademark Clearinghouse nicht implementieren wollten, wurden zur Durchführung einer sogenannten Sunrise Phase bei der Einführung ihrer neuen Top-Level-Domain verpflichtet.
Registries und Domain Name Registrare äußerten Kritik am Trademark Clearinghouse: Unter anderem könne die öffentliche Bereitstellung der Datenbank dazu führen, dass Informationen über neue Produkte eines Markeninhabers zu früh bekannt würden. Ferner müsse sichergestellt werden, dass zwischen dem Markeneintrag und neuen Domains nicht nur ein exakter Abgleich, sondern auch eine Prüfung auf Ähnlichkeit durchgeführt werde, etwa um Tippfehlerdomains zu identifizieren.
Nachdem sich der gesamte Prozess zur Einführung neuer Top-Level-Domains verzögerte, startete das Trademark Clearinghouse schließlich im März 2013. Obwohl die Internet Corporation for Assigned Names and Numbers das Trademark Clearinghouse als essenzielles Werkzeug für den Schutz vor Markenrechtsverletzungen einstuft, ist die Nachfrage nach offiziellen Angaben der Betreiber nicht sehr groß. Im November 2013 waren lediglich 14.000 Einträge in der Datenbank verzeichnet.

## Mechanismen
Das Trademark Clearinghouse kann grundsätzlich nur für solche Marken beansprucht werden, die national oder international in ein Markenregister eingetragen sind, durch Verträge oder Satzungen geschützt oder gerichtlich bestätigt wurden. Andere Marken sind nicht zugelassen, sofern sie nicht aus anderen Gründen als geistiges Eigentum anerkannt werden. Das Trademark Clearinghouse selbst besteht im Wesentlichen aus zwei Mechanismen:
- Sunrise Service: Markeninhaber können vor der Einführung einer neuen Top-Level-Domain solche Domains registrieren, die ihre Marken beinhalten oder sich zumindest eindeutig darauf beziehen. Damit soll präventiv verhindert werden, dass Dritte Domains anmelden, um Besucher abzugreifen (Cybersquatting).

- Trademark Claims Service: Markeninhaber werden benachrichtigt, sofern eine Domain angemeldet wird, die eine oder mehrere ihrer Marken beinhaltet. Gleichzeitig wird die anmeldende natürlich oder juristische Person schon beim Versuch gewarnt, eine Domain zu registrieren, die vom Trademark Clearinghouse erkannt wird.[10]

Das Trademark Clearinghouse kann missbräuchliche Anmeldungen nicht direkt blockieren: Interessenten können nach wie vor die Warnung des Trademark Claims Service ignorieren. Beide genannten Mechanismen beziehen sich außerdem nur auf Second-Level-Domains und greifen nicht, wenn eine Marke selbst als Top-Level-Domain bei der Internet Corporation for Assigned Names and Numbers beantragt werden sollte.
Die Datenbank des Trademark Clearinghouse kann für eine Wortmarke mehrere Einträge beinhalten, etwa unter Apple für Apple Inc. und Apple Records. Das Trademark Clearinghouse verhindert nicht, dass gegebenenfalls mehrere Markeninhaber Ansprüche auf eine Domain geltend machen. Anmeldungen können direkt beim Trademark Clearinghouse vorgenommen werden oder über einen sogenannten Agenten dort eingereicht werden.